# Grbovi dalmatinskog komunalnog plemstva – Š
Za grbove dalmatinskog komunalnog plemstva ne vrijede zakoni heraldike zbog posebnih uvjeta nastanka i vlasnika istih. Grbovi dalmatinskog komunalnog plemstva pripadaju krugu talijanskog komunalnog plemstva gdje je tradicija opisivanja s gledišta promatrača. 
Grbovi s početnim slovom  Š

## Grbovi
| Grb | Kuća i opis grba |
| --- | --- |
|     | Šestokrolović (Perast) Titula: - (HR) I. Na zlatnom polju tri crvene ruke s krilima 2, 1, svaka ruka drži srebreni mač. [21/134] - (HR) II. Na zlatnom polju tri crvene ruke s krilima 2, 1, svaka ruka drži srebreni mač, na svakom krilu ležeći zlatni polumjesec. [3/134] |
|     | Šišgorić (Šibenik) Titula:Šibensko plemstvo (HR) Okomita podjela. Lijevo plavo polje, desno srebreno polje. [1/48] \| |
|     | Španić (Korčula) Titula: - (HR) I. Vodoravna podjela.Gore na srebrenom polju srebrena ruka u crvenom rukavu, izlazi s desna, drži srebreni mač. [1/49] - (HR) II. Kameni reljef, grb na kaštelu Španić, Smokvica, Korčula. |
|     | Štafileo (Trogir) Titula: - (HR) I. Vodoravna podjela. Gore na crvenom polju dva uspravna zelena lista vinove loze povezana zelenom granom, dolje na zelenom polju crveni grozd povezan s granom s gornjeg polja. [2/23] - (HR) II. Podjela na četvrtine. 1 i 4 četvrtina na crvenom polju bijeli orao (Poljski grb), 2 i 3 četvrtina vodoravna podjela, gore na crvenom polju dva uspravna zelena lista vinove loze povezana srebrenom granom, dolje na zelenom polju crveni grozd povezan s granom s gornjeg polja. [1/49, 2/79] - (HR) III. Podjela na četvrtine. 1 četvrtina okomita podjela crno i srebreno, 2 četvrtina na crvenom polju bijeli orao (Poljski grb), 3 četvrtina okomita podjela srebreno i crveno, 4 četvrtina vodoravna podjela, gore na crvenom polju dva uspravna zelena lista vinove loze povezana srebrenom granom, dolje na zelenom polju crveni grozd povezan s granom s gornjeg polja. [1/49,] - (HR) IV. Kameni reljef, grb na balkonu palače Štafileo, Trogir. |
|     | Štatileo (Trogir) Titula: - (HR) I. Na zlatnom polju lijevo kosa crvena greda, iznad grede crveni cvijet (ruža). [1/49] - (HR) II. Na plavom polju zlatni lav drži u donjoj šapi ukrštene srebrene mačeve, u drugoj šapi drži zlatnu lavlju glavu okrunjenu sa zlatnom krunom. [1/50] - (HR) III. Okomita podjela. Lijevo na plavom polju zlatni ljiljan, desno na zlatnom polju lijevo kosa crvena greda, iznad grede crveni cvijet (ruža). [1/50] - (HR) IV. Okomita podjela. Lijevo na zlatnom polju lijevo kosa crvena greda, iznad grede crveni cvijet (ruža), desno na plavom polju zlatni lav drži u donjoj šapi ukrštene srebrene mačeve, u drugoj šapi drži zlatnu lavlju glavu okrunjenu zlatnom krunom. Kapa: na plavom polju zlatni ljiljan. [1/50] |
|     | Šubići (Bribir) Titula: - (HR) Grb na pečatu, izvor:[neaktivna poveznica] - (HR) Na zlatnom polju crveni krilati lav. [3/104, 4/140] - (HR) Crtež. [2/23] - (HR) Zlatno polje dijeli vodoravna greda, duž grede crveno-srebreno paralelogrami usmjereni u desno. Iznad grede crni orao okrunjen zlatnom krunom, ispod grede crno krilo usmjereno u desno. [1/22, 2/44] - (HR) Na zlatnom polju crno krilo usmjereno u desno. [2/107] |